# Retaguarda
Back office, BackOffice ou retaguarda está associado aos departamentos administrativos de uma empresa ou departamentos que mantêm nenhum ou muito pouco contato com os clientes (King, 2000, p. 13).
No back office, grande parte das atividades executadas pela empresa ocorrem dentro da empresa. Por exemplo, os departamentos de informática, contabilidade e recursos humanos.
O back office fornece o apoio ao Front office e garante que as operações necessárias para a administração da empresa sejam realizadas (Reynolds, 2001, p. 5).
Vantagens do back office são:
- Maior eficiência operacional, pois com menor contato a operação é focada;
- Melhor relacionamento, a partir de contatos indiretos, diminuindo a possibilidade de o cliente perceber as falhas durante o processo.
- Maior automação de processos, uso de equipamentos e máquinas no processo, uma manufatura pode ser totalmente feita por máquinas, quanto que no comércio existe a necessidade de atendentes.

## Informática
Na gíria informática, um Back Office engloba o núcleo do sistema (software) que apoia a atividade empresarial, que não é visível pelo utilizador final. Assim, o Back Office apenas apresenta algumas tarefas disponíveis, realizáveis para determinados utilizadores, e responsabiliza-se por coordenar e reencaminhar os dados inseridos dentro do restante do sistema.
Em outros termos: o back office é o conjunto de procedimentos feitos em um software de actividades de uma certa empresa, com restriçāo a utilizadores finais em termos de visualizaçāo e disponibilizando apenas algumas tarefas na sua apresentaçāo. Em resumo: back office é o centro de um software que visa às actividades empresariais, sendo invisível aos utilizadores, mas que disponibiliza, reencaminha e coordena algumas tarefas, para que os utilizadores finais possam efectuar os interesses afins.

## Recompensa
O back office não pode fazer dinheiro, mas pode rapidamente dissipar os lucros feitos pelo front office. Hoje em dia, um back office eficiente tem o incentivo de executar as suas tarefas de forma eficiente no sentido de ganhar o direito de poder participar nos lucros do front office. Essencialmente, o papel do back office recai em duas fases (KING, 2003, p. 20):
- Tratamento de todas as transações;
- Serviço de pós-venda.